# Força de Submarinos (Argentina)
A Força de Submarinos é o componente de guerra submarina da Armada Argentina, organizado sob o Comando da Força de Submarinos (em castelhano: Comando de la Fuerza de Submarinos, COFS). Está sediada em Mar del Plata, subordinando-se ao Comando de Adestramento e Alistamento da Armada. A Argentina não tem nenhum submarino operacional desde o desaparecimento do ARA San Juan (S-42), em 2017. O COFS ainda comanda submarinos não-operacionais e uma unidade de forças especiais, a Agrupación de Buzos Tácticos [es]. O adestramento de submarinistas ocorre no casco do ARA Salta (S-31) [es] e em intercâmbios com a Marinha de Guerra do Peru.
Os três primeiros submarinos argentinos foram construídos na Itália e entregues em 1933. A Força de Submarinos operou algumas unidades modernas até os anos 1990 e declinou no início do século XXI pela escassez de verbas. Depois da perda do San Juan, em 2022 restavam o Salta (S-31) e San Luis (S-32) [es], do Tipo 209, e o Santa Cruz (S-41) [es], da classe TR-1700 [es]. O S-32 e S-41 estavam nas instalações do Complexo Naval Industrial Argentino (CINAR), e o S-31, na Base Naval de Mar del Plata. Discutiam-se várias propostas de recuperação, como a transferência dos submarinos da classe Tupi, prestes a ser descomissionados pela Marinha do Brasil, ou da classe Kilo da Rússia.